# زايسانغ
زايسانغ (بالإنجليزية: Zaisang)‏ هي منطقة سكنية تقع في الصين في أزمة التبت والصين. يقدر عدد سكانها بـ
- نسمة .